# Meijer Bleekrode

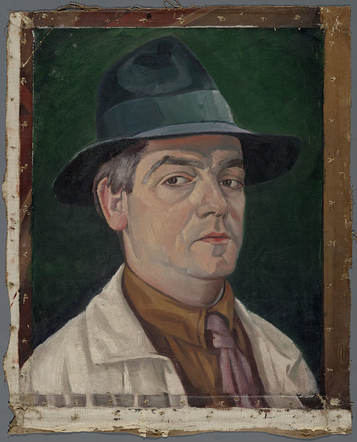
Meijer Bleekrode (Selbstporträt)

Meijer Bleekrode (* 13. Februar 1896 in Amsterdam; † 23. April 1943 im Vernichtungslager Sobibor) war ein niederländischer Grafiker, Karikaturist, Maler, Designer, Radierer und Lithograph. 
Geboren als Sohn des Diamantschleifers Benjamin Bleekrode und Regina Boekman, erlernte er zuerst den Beruf seines Vaters. Am 9. November 1927 heiratete er Els van Witsen. Das Ehepaar bekam eine Tochter und einen Sohn.
Bleekrode studierte 1922 und 1923 am Institut für Angewandte Kunst in Amsterdam und von 1923 an der Staatshochschule für angewandte Kunst in Amsterdam. Er studierte grafische Techniken bei J. B. Heukelom und Design bei Fré Cohen. 

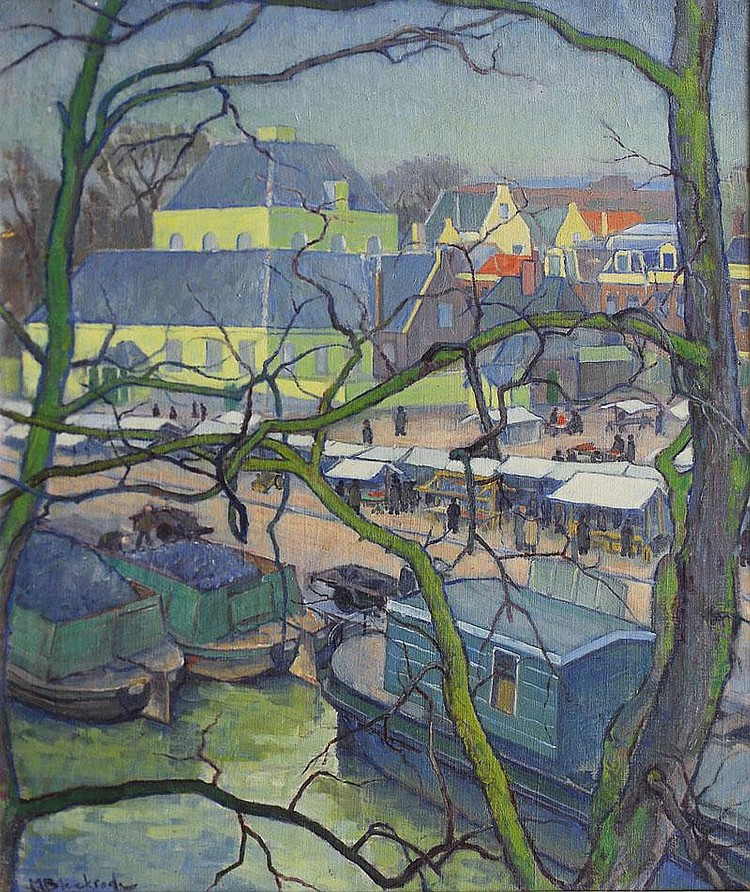
Kanal in Amsterdam

Er illustrierte den Nussknacker und gestaltete Plakate für die SDAP. Später lieferte er Illustrationen für die Zeitschrift Die Fackel, Organ der Unabhängigen Sozialistischen Partei, der er seit 1932 angehörte. Im Jahr 1935 zog sich Bleekrode von der Politik zurück und versuchte als freischaffender Künstler vom Verkauf seiner Bilder zu leben. 
Im August 1942 sollte sich die Familie Bleekrode zum Stadttheater Amsterdam als Sammelstelle für Juden für den Transport in das Durchgangslager Westerbork melden. Daraufhin tauchten die Bleekrodes unter. Die Kinder überlebten den Krieg, aber Bleekrode und seine Frau wurden festgenommen. Am 20. April 1943 wurden sie nach Sobibor deportiert, wo sie unmittelbar nach der Ankunft am 23. April ermordet wurden.